# Józef Węgrzyn (aktor)

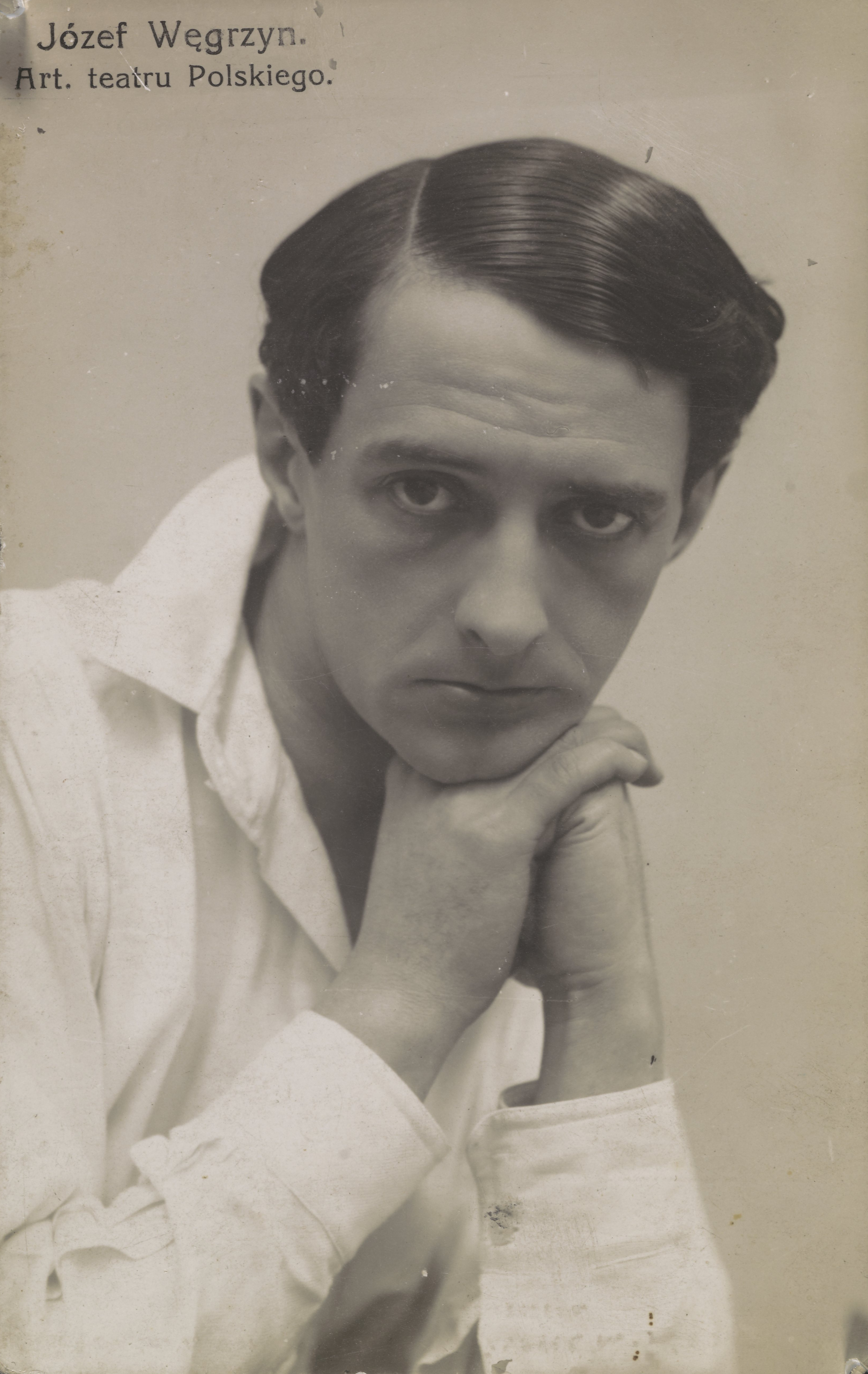
Józef Węgrzyn, wizerunek na pocztówce, 1910–1925

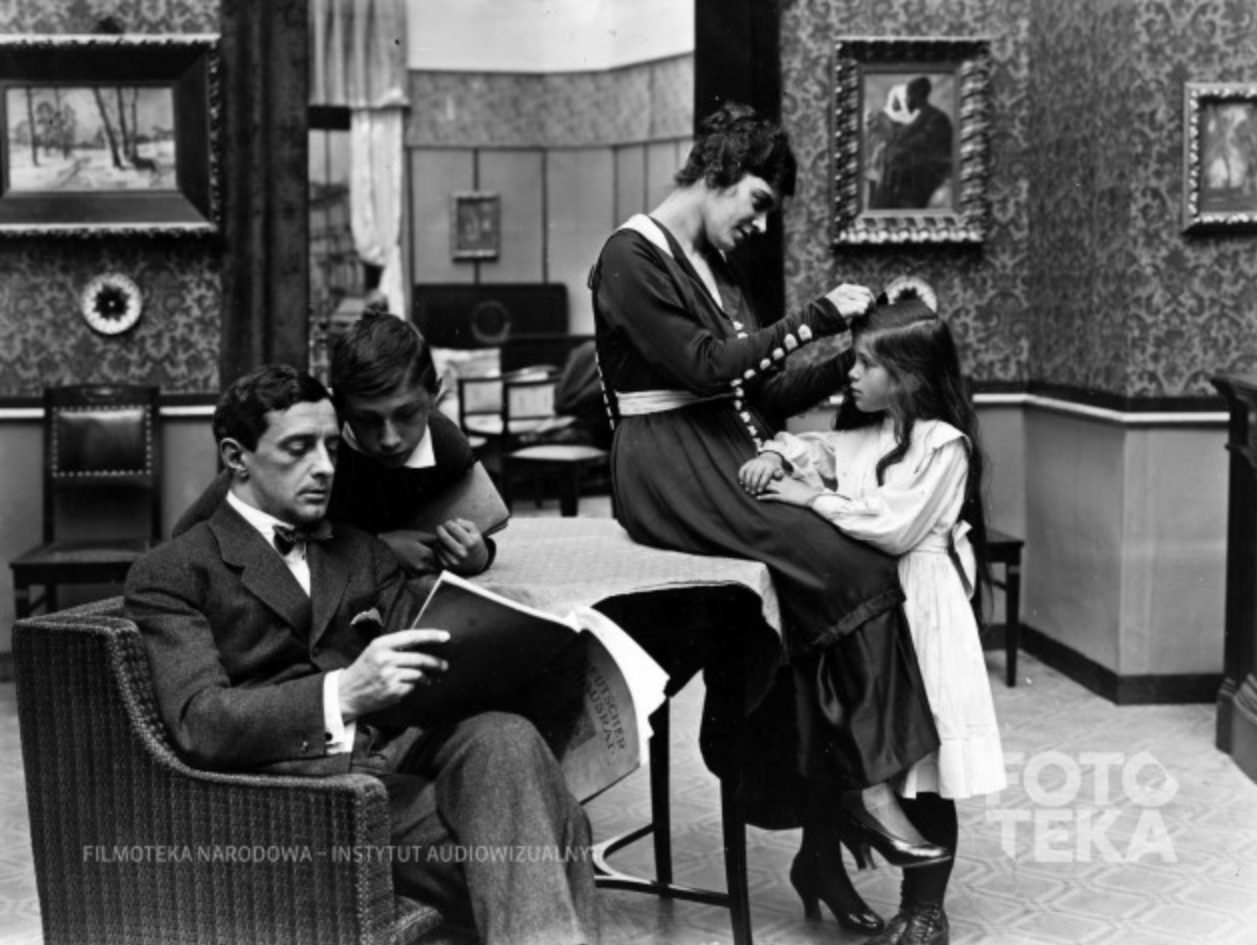
Józef Węgrzyn wraz z synem Mieczysławem oraz Halina Bruczówna w filmie Przestępcy (1919)

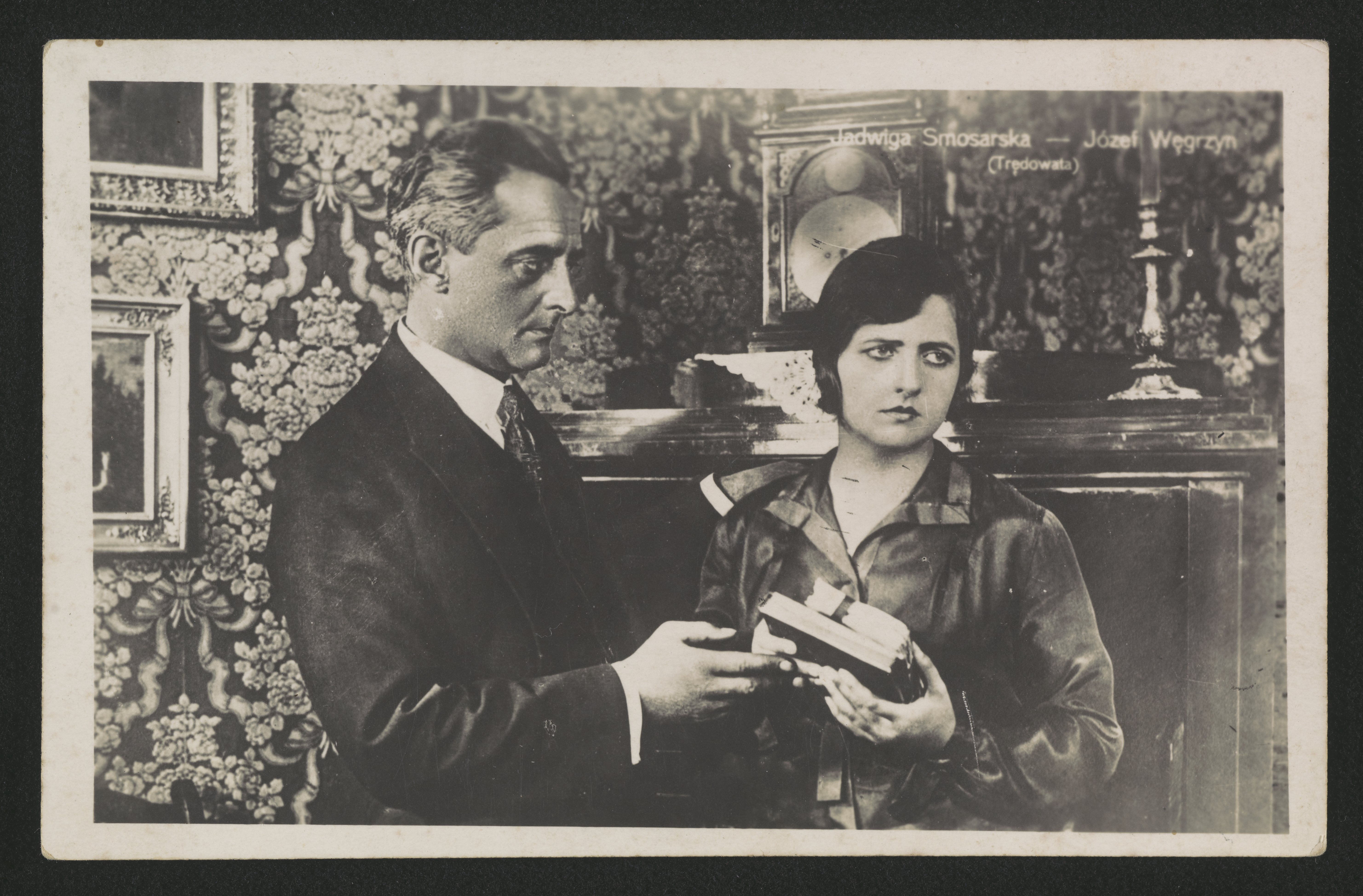
Z Jadwigą Smosarską w pierwszej ekranizacji Trędowatej (1926)

Józef Węgrzyn w karykaturze Eli Kochańskiego, 1905–1940 r.

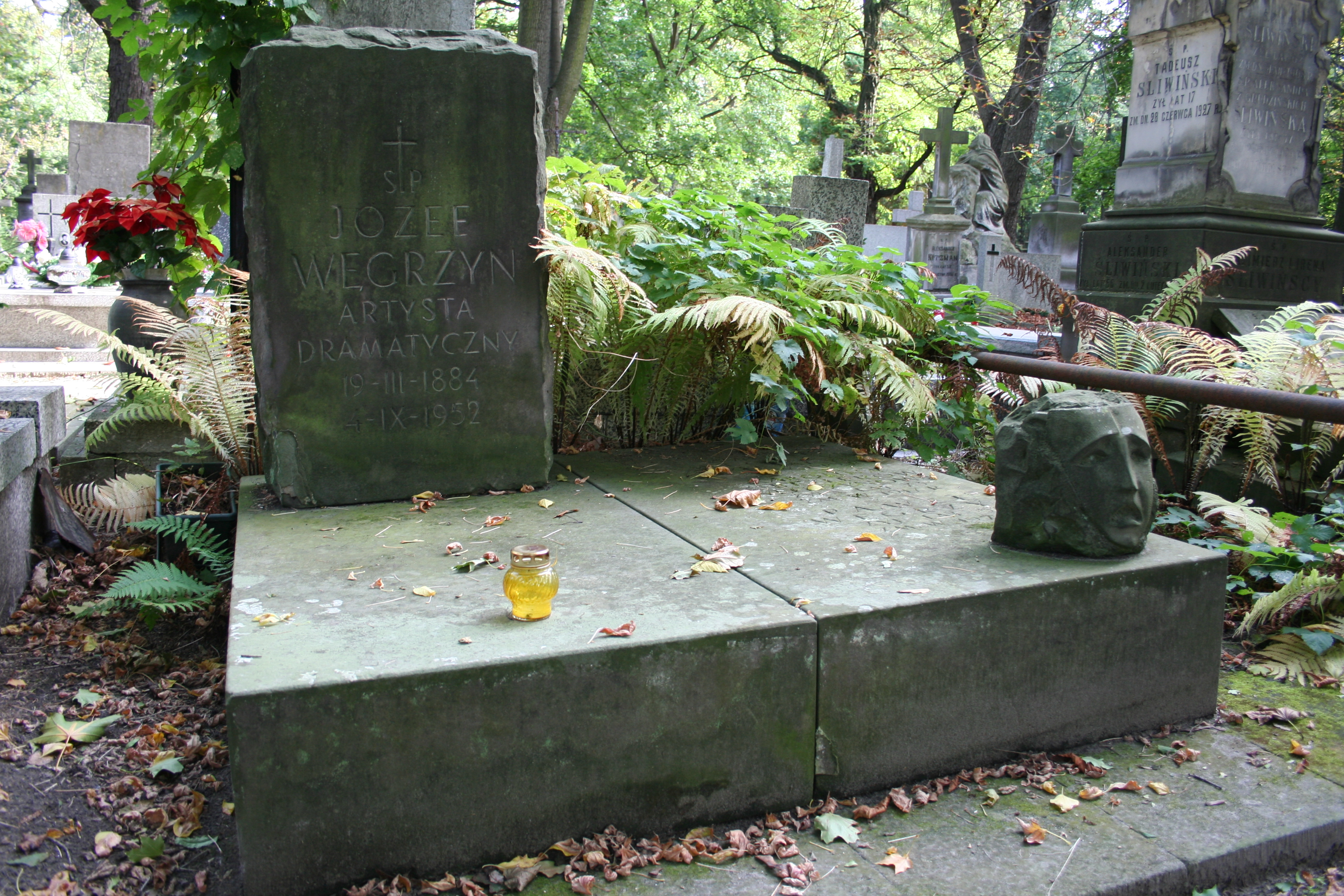
Grób Józefa Węgrzyna na warszawskim cmentarzu Powązkowskim

Józef Węgrzyn (ur. 13 marca 1884 w Warszawie, zm. 4 września 1952 w Kościanie) – polski aktor teatralny i filmowy oraz reżyser, uznawany za jedną z ważniejszych postaci przedwojennego polskiego teatru i kina.

## Życiorys
Był synem dozorcy Walentego Węgrzyna i Karoliny z Beslerów. Jego starszym bratem był Maksymilian Węgrzyn, aktor i reżyser.
Ukończył szkołę realną w Krakowie, gdzie mieszkał u swego brata Maksymiliana, i szkołę dramatyczną Gabrieli Zapolskiej.
Debiutował w 1904 na deskach Teatru Miejskiego we Lwowie jako Eros w sztuce J. Żuławskiego Eros i Psyche. W latach 1905–1912 był aktorem Teatru Miejskiego w Krakowie. W 1912 występował w Rosji z zespołem teatru A. Szyfmana, a po powrocie do Polski zamieszkał w Warszawie, gdzie został aktorem Teatru Polskiego w Warszawie. 29 stycznia 1913 wystąpił w premierze inauguracyjnej tego teatru, którą był Irydion Zygmunta Krasińskiego, grając tytułową rolę. W latach 1916–1924 występował w Teatrze Rozmaitości, a w latach 1924–1938 w Teatrze Narodowym. Z Warszawy często wyjeżdżał na występy gościnne, brał też udział w objazdowych spektaklach Reduty (1930).
W latach 1914–1939 grał w wielu polskich filmach, m.in.: Słodyczy grzechu (1914), Urodzie życia (1921), Trędowatej (1926), Dziejach grzechu (1933). Partnerował w nich między innymi Poli Negri i Jadwidze Smosarskiej. Dzięki roli w filmie Carat i jego sługi stał się gwiazdorem i jednocześnie amantem.
Ogromną popularność zyskał dzięki roli w Iwonce (1925). Film nie zachował się w całości (ostatnio odnaleziono 20-minutowy fragment dzieła), ale zachowały się fotosy oraz recenzje wielkich krytyków. Tak pisał o roli Węgrzyna Antoni Słonimski:

Węgrzyn ma najpiękniejszy głos z aktorów polskich, ale to tylko troszkę mu pomaga w kinematografie. Odegrał on w Iwonce rolę wykwintnisia, demona elegancji. Już w pierwszej scenie widzieliśmy, jak pije sam szampana i rzuca papierosy na dywan. Tego nie robi nawet Beylin, kiedy jest sam w pokoju.

Rok później stanął po obu stronach kamery, reżyserując wraz z Edwardem Puchalskim słynną Trędowatą na podstawie powieści Heleny Mniszkówny. Wcielił się również w rolę Rudeckiego, ojca Stefci. W tej samej roli wystąpił dziesięć lat później, tym razem w dźwiękowej ekranizacji powieści wyreżyserowanej przez Juliusza Gardana.
Pierwszym filmem dźwiękowym, w którym wystąpił, był dramat polityczny Dziesięciu z Pawiaka (1931). Zagrał w nim przywódcę niepodległościowej organizacji bojowej. 
Sporą popularność przyniosły mu także role w Znachorze (1937) i Profesorze Wilczurze (1938) w reżyserii Michała Waszyńskiego oraz Testamencie profesora Wilczura (1939) w reżyserii Leonarda Buczkowskiego, w których wcielił się w postać doktora Dobranieckiego. 

### Po 1939 roku
Po wybuchu II wojny światowej został aresztowany przez Gestapo i osadzony na Pawiaku, zapewne w związku z wykreowaną w lipcu w Teatrze Polskim rolą Battlera w spektaklu Genewa George'a Bernarda Shawa, która była parodią Hitlera. W 1940 został zwolniony i zaczął grać w jawnych teatrach (najpierw w rewiach w teatrze Złoty Ul, potem w repertuarze dramatycznym w teatrze Komedia (1941–44) i dorywczo w teatrze Miniatury). 27 listopada 1943 obchodził w teatrze Komedia jubileusz czterdziestolecia pracy artystycznej.
Po powstaniu warszawskim, zniszczony nałogiem alkoholowym w który wpadł po tragicznej śmierci syna, aby zdobyć środki do życia otworzył we Włochach niewielki sklepik, w którym sprzedawał m.in. bimber. 
W 1946 roku zagrał w swoim ostatnim filmie Dwie godziny w reżyserii Stanisława Wohla.
Po wojnie przeniósł się do Łodzi, gdzie powrócił na scenę. W latach 1946–1948 był aktorem Teatru Wojska Polskiego w Łodzi. Występował również gościnnie w Warszawie i Bydgoszczy. W 1950 roku zagrał w łódzkim „Teatrze Osa” swą ostatnią rolę Strzechy w Złotych niedolach Władysława Krzemińskiego.

### Życie prywatne
Był dwukrotnie żonaty. Z pierwszą żoną miał dwójkę dzieci, syna Mieczysława (aktora) i córkę Zofię. Drugą żoną Węgrzyna była Zofia Lindorfówna, dla której porzucił swą pierwszą żonę oraz przeszedł na prawosławie. Ślub odbył się w cerkwi na warszawskiej Pradze. Drugie małżeństwo było bezdzietne i rozpadło się po 15 latach.
W 1942 roku syn Węgrzyna – Mieczysław – został aresztowany przez Gestapo. Wywieziono go do Auschwitz, gdzie kilka tygodni później rozstrzelano przed blokiem 11. Aktor załamał się psychicznie i popadł w alkoholizm. Stwierdzono też u niego schizofrenię. Kilka ostatnich lat życia spędził w szpitalu psychiatrycznym w Kościanie, gdzie zmarł w zapomnieniu w 1952 roku.
Spoczywa na cmentarzu Powązkowskim w Warszawie (kwatera 293-4-5,6).

## Ordery i odznaczenia
- Złoty Krzyż Zasługi (23 czerwca 1927)[7]
- Złoty Wawrzyn Akademicki (4 listopada 1937)[8]

## Upamiętnienie
Józef Węgrzyn jest patronem jednej z ulic w Warszawie.
Kazimierz Biernacki jest autorem biografii aktora: Józef Węgrzyn, Kraków Wydawnictwo Literackie, 1969.
W 2019 r. Poczta Polska wyemitowała zaprojektowany przez Marzannę Dąbrowską upamiętniający Józefa Węgrzyna znaczek pocztowy o nominale 3,30 zł należący do serii „Ludzie kina i teatru”.

## Filmografia
- 1914 – Słodycz grzechu jako Czesław, brat Zygmunta
- 1916 – Ochrana warszawska i jej tajemnice jako student, działacz polityczny
- 1916 – Studenci jako Henryk, syn Lucjana i Madzi
- 1916 – Wściekły rywal
- 1917 – Arabella
- 1917 – Carat i jego sługi jako legionista Roman Górski
- 1917 – Jego ostatni czyn
- 1917 – Kobieta
- 1918 – Książę Józef Poniatowski jako Józef Poniatowski
- 1918 – Carska faworyta jako carewicz
- 1918 – Melodie duszy jako hrabia Henryk Y
- 1918 – Mężczyzna jako adwokat Władysław Horski
- 1918 – Złote bagno jako Jerzy Wirski
- 1919 – Dla szczęścia jako redaktor Stefan Mlicki
- 1919 – Krysta jako architekt Jerzy Orwicz
- 1919 – Przestępcy jako inżynier Stefan Wirski
- 1921 – Ludzie bez jutra jako rotmistrz huzarów Alfred Runicz
- 1921 – Tamten jako Kazimierz Wielhorski
- 1921 – Uroda życia jako Piotr Rozłucki
- 1922 – Strzał jako przyrodni brat Ryszarda
- 1922 – Tajemnica przystanku tramwajowego jako fryzjer pan Miecio
- 1923 – Niewolnica miłości jako szlachcic Halski
- 1923 – Od kobiety do kobiety jako aktor filmowy Jan Moreau
- 1924 – Kiedy kobieta zdradza męża jako profesor Horski
- 1924 – Skrzydlaty zwycięzca jako lotnik Zdzisław Orski
- 1925 – Iwonka jako Gabriel, tajemniczy uwodziciel
- 1925 – Sanin jako rotmistrz Zarudin
- 1926 – Trędowata Reżyseria, jako Rudecki
- 1926 – O czem się nie myśli jako majster fabryczny Wierciak
- 1927 – Uśmiech losu jako doktor nauk matematycznych Witold Siewski
- 1929 – Tajemnica skrzynki pocztowej jako,
- 1931 – Dziesięciu z Pawiaka jako „Jur”
- 1932 – Księżna Łowicka jako Walerian Łukasiński
- 1933 – Dzieje grzechu jako paser
- 1933 – Ostatnia eskapada jako przywódca bandy maruderów
- 1936 – Pan Twardowski jako Zygmunt II August
- 1936 – Trędowata jako Rudecki
- 1936 – Wierna rzeka jako major
- 1937 – Znachor jako doktor Dobraniecki
- 1938 – Kościuszko pod Racławicami jako generał Józef Wodzicki
- 1938 – Profesor Wilczur jako doktor Dobraniecki
- 1938 – Rena jako dyrektor Szalski
- 1938 – Strachy jako baletmistrz Dubenko
- 1938 – Florian jako generał niemiecki Von Schultz
- 1939 – Biały Murzyn jako hrabia Lipski
- 1939 – Geniusz sceny jako Chłopicki
- 1939/1941 – Żona i nie żona
- 1939/1942 – Testament profesora Wilczura jako profesor Dobraniecki
- 1946 – Dwie godziny jako „mistrz Amadeusz Ordoni” występujący w „Kolorowej”

## Spektakle teatralne (wybór)

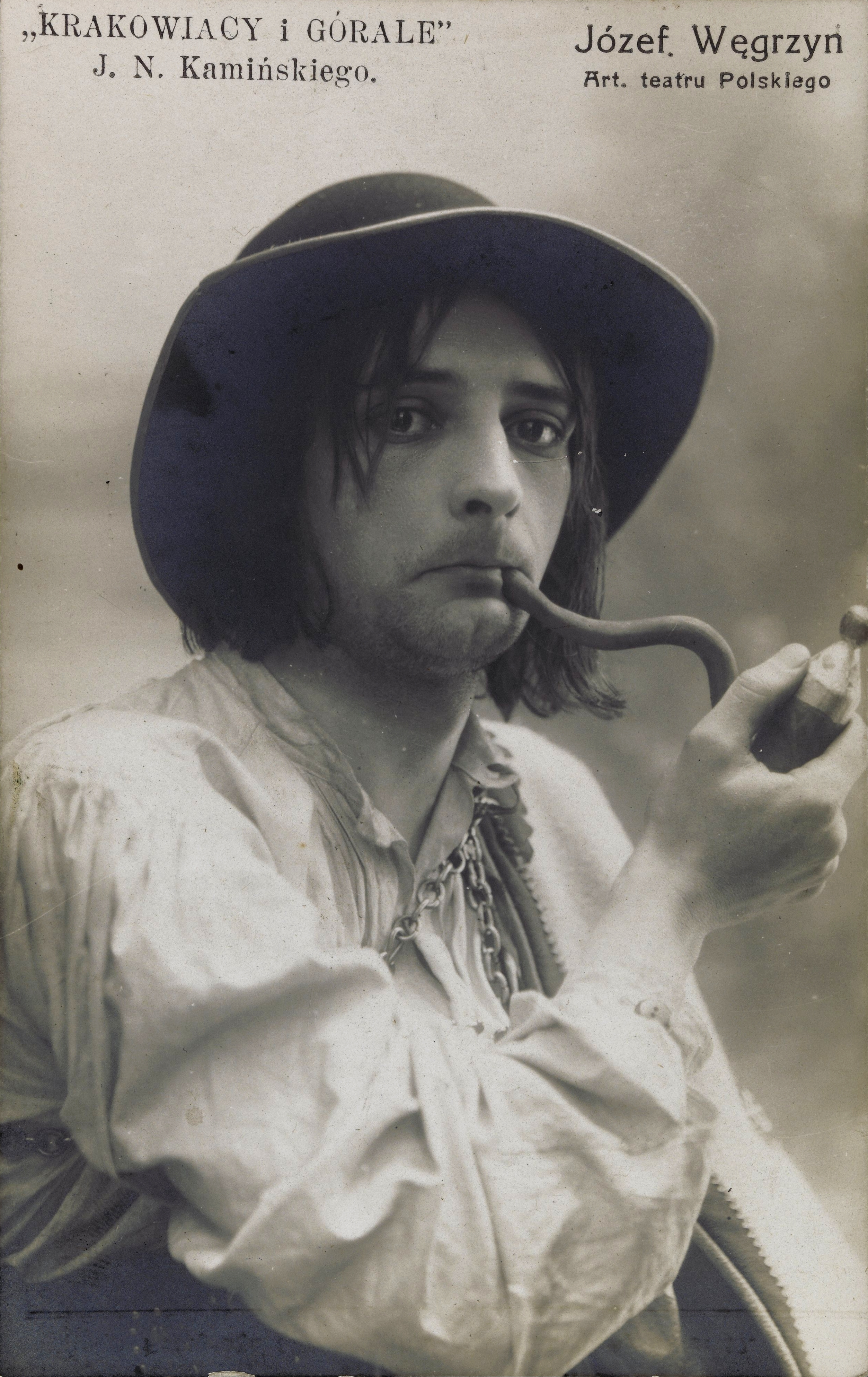
Józef Węgrzyn w przedstawieniu Zabobon, czyli Krakowiacy i Górale Jana Nepomucena Kamińskiego w Teatrze Polskim (1913)

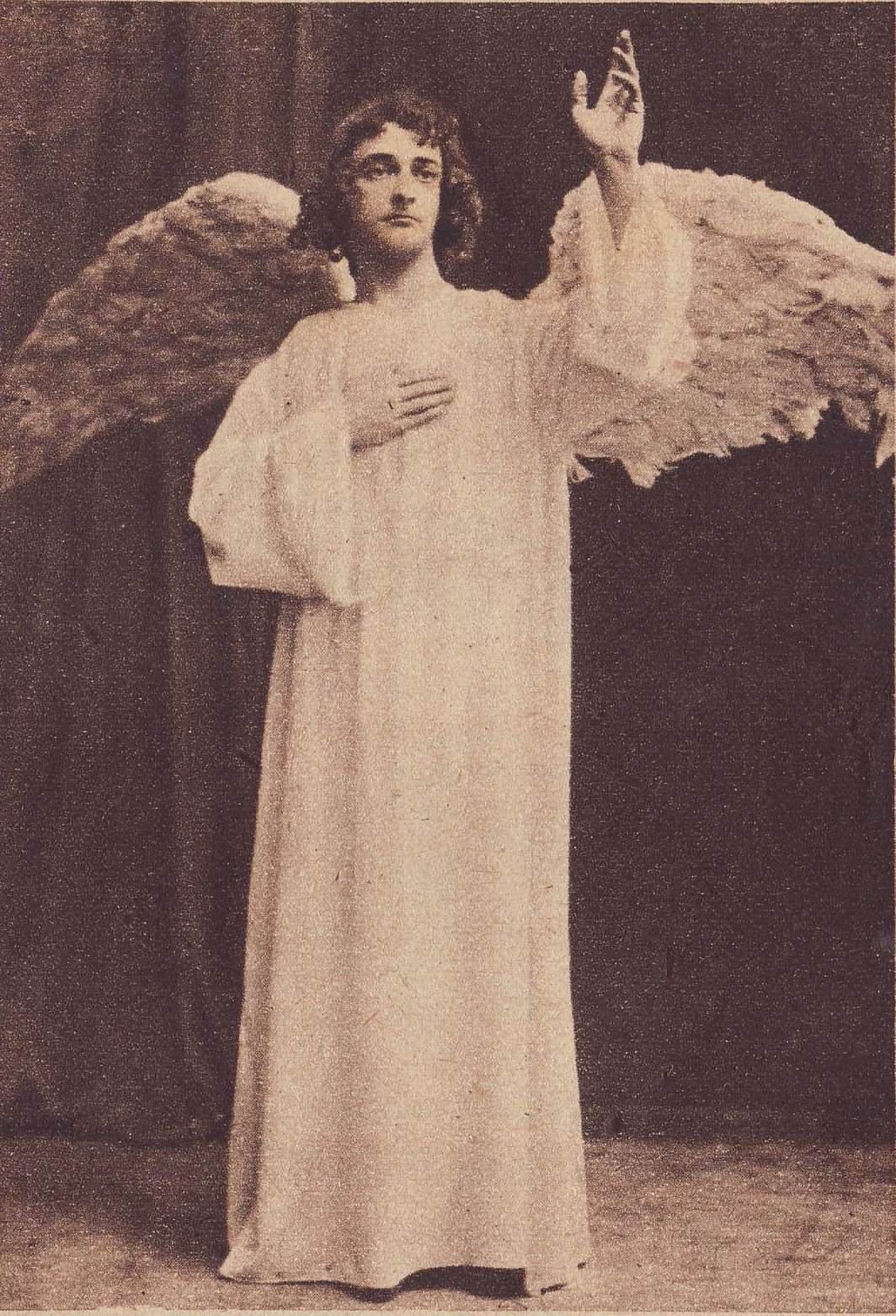
Józef Węgrzyn jako „Anioł” (1914)

- 1904 – Eros i Psyche jako Eros, Teatr Miejski we Lwowie
- 1906 – Wesołe kobiety z Windsoru jako Pistol, Teatr Polski w Warszawie
- 1909 – Elektra jako Orestes, Teatr Miejski w Krakowie
- 1913 – Irydion jako Irydion, Teatr Polski w Warszawie
- 1913 – Zabobon, czyli Krakowiacy i Górale jako Bryndas, tamże
- 1922 – Sublokatotka jako Zygmunt, Teatr Bagatela w Krakowie
- 1924 – Wyzwolenie jako Konrad, Teatr Narodowy w Warszawie
- 1924 – Mazepa jako Zbigniew
- 1924 – Don Juan Tenorio jako Don Juan
- 1926 – Król Edyp jako Edyp
- 1927 – Król Agis jako król Agis
- 1928 – Brat marnotrawny jako Jack
- 1933 – Kean jako Kean
- 1933 – Zemsta jako Rejent Milczek
- 1934 – Klub Kawalerów jako Nieśmiałowski
- 1934 – Ludwik XI jako Ludwik
- 1934 – Dziady jako Gustaw-Konrad, Teatr Polski w Warszawie
- 1939 – Genewa jako Battler (Hitler), Teatr Polski w Warszawie
- 1944 – Dama kameliowa jako Jerzy Duval, Teatr Komedia
- 1947 – Burza jako Alonso, Teatr Wojska Polskiego
- 1948 – Ladacznica z zasadami jako senator
- 1948 – Porwanie Sabinek jako Leonard Strzyga-Strzycki, Teatr Nowy w Warszawie